# Автошлях Т 1207
Автошля́х Т 1207 — автомобільний шлях територіального значення в Кіровоградській області. Проходить територією Кропивницького району від перетину з Н01 через Цибулеве (станція) — Гайдамацьке — Високі Байраки до перетину з E584. Загальна довжина — 38,3 км.

## Маршрут
Автошлях проходить через такі населені пункти:
| Автошлях Т 1207        |         |
| Кіровоградська область |         |
| Кропивницький район    |         |
|                        | Н01     |
| Цибулеве (станція)     |         |
| Михайлівка             |         |
| Гайдамацьке            |         |
| Топило                 |         |
| Копані                 |         |
| Трепівка               |         |
| Новотрепівка           |         |
| Нововодяне             |         |
| Високі Байраки         |         |
|                        | E584М12 |